# Sommatino
Sommatino – miejscowość i gmina we Włoszech, w regionie Sycylia, w prowincji Caltanissetta.
Według danych na rok 2004 gminę zamieszkiwało 7876 osób, 231,6 os./km².

## Miasta partnerskie
- Fontaine